# Skylan Brooks
Skylan Brooks (Torrance, 12 febbraio 1999) è un attore statunitense, noto soprattutto per il ruolo di Mister in The Inevitable Defeat of Mister and Pete.

## Biografia
Nel 2013 Brooks ha interpretato il ruolo di Mister nel film drammatico The Inevitable Defeat of Mister and Pete, diretto da George Tillman Jr., insieme a Ethan Dizon, Anthony Mackie e Jennifer Hudson. Il film uscì nelle sale l'11 ottobre 2013 dalla Lionsgate Entertainment. 
Brooks, con questo ruolo, fu elogiato da media e critica.
Brooks ha inoltre rivestito il ruolo di Ra-Ra nella serie-musical di Netflix The Get Down.

## Filmografia

### Cinema
- The Van Pelt Family, regia di Adam Bricker - cortometraggio (2008)
- Sette anime (Seven Pounds), regia di Gabriele Muccino (2008)
- Who's Boo?, regia di Kacee DeMasi - cortometraggio (2008)
- Matrimonio in famiglia (Our Family Wedding), regia di Rick Famuyiwa (2010)
- Ships Wrecked Cove, regia di Tom Morris - cortometraggio (2010)
- Stanley, regia di Dima Otvertchenko - cortometraggio (2010)
- Duck, regia di Jakob Daschek - cortometraggio (2011)
- A Beautiful Soul, regia di Jeffrey W. Byrd (2012)
- Noobz, regia di Blake Freeman (2012)
- General Education, regia di Tom Morris (2012)
- The Inevitable Defeat of Mister and Pete, regia di George Tillman Jr. (2013)
- Southpaw - L'ultima sfida (Southpaw), regia di Antoine Fuqua (2015)
- Il coraggio di lottare (Crown Heights), regia di Matt Ruskin (2017)
- Darkest Minds (The Darkest Minds), regia di Jennifer Yuh Nelson (2018)
- Emmett, regia di Bridget Stokes (2019)
- Interlude, regia di Eli Snyder - cortometraggio (2019)
- Cherry Lemonade, regia di Aisha Ford - cortometraggio (2019)
- Archenemy, regia di Adam Egypt Mortimer (2020)

### Televisione
- iCarly – serie TV, episodi 3x2 (2009)
- Childrens Hospital – serie TV, episodi 3x5 (2011)
- The Get Down – serie TV, 11 episodi (2016-2017)
- Unsolved – serie TV, episodi 1x6-1x8 (2018)
- Castle Rock – serie TV, 5 episodi (2019)
- Empire – serie TV, 10 episodi (2018-2020)

## Premi e candidature
| Anno | Premio             | Categoria                   | Lavoro                                   | Risultato   | Ref.(s) |
| ---- | ------------------ | --------------------------- | ---------------------------------------- | ----------- | ------- |
| 2014 | Young Artist Award | Giovane attore protagonista | The Inevitable Defeat of Mister and Pete | Candidato/a | [ 5 ]   |